# Charlotte de Bourbon
Charlotte de Bourbon-La Marche, par son mariage reine de Chypre, est née en 1388 et morte le 15 janvier 1422. C'est une fille de Jean comte de la Marche et de Vendôme et de Catherine de Vendôme, comtesse de Vendôme et de Castres.

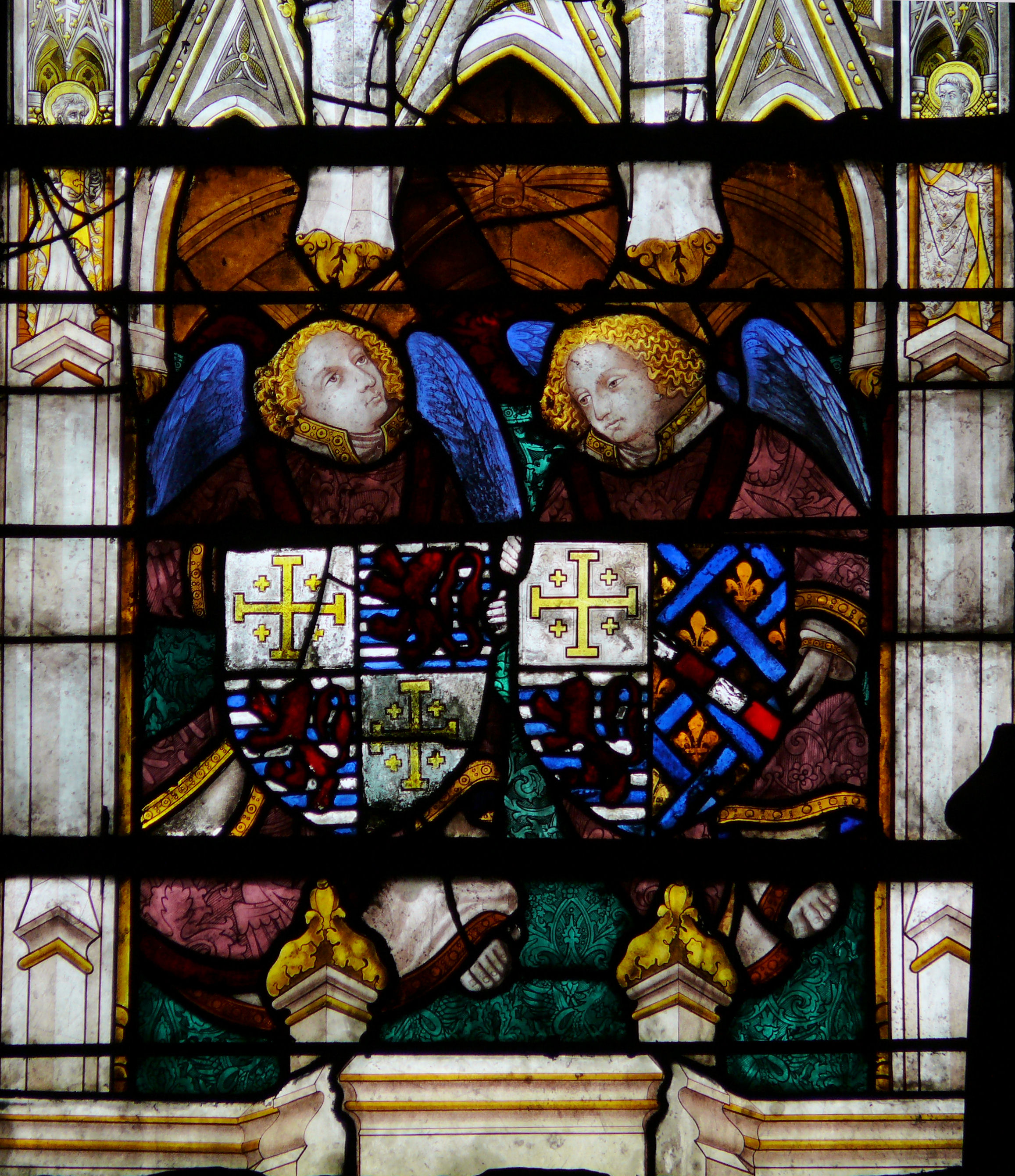
Chartres - Chapelle de Vendôme - Armoiries de Jean de Lusignan et Charlotte de Bourbon.

Les raisons de son mariage avec Janus de Lusignan (1375-1432), roi de Chypre, ne sont pas clairement connues. Sans doute le roi de Chypre cherchait-il un appui auprès du royaume de France. En effet, le royaume de Chypre était depuis trente ans sous le protectorat de la république de Gênes, qui avait accaparé le monopole du commerce chypriote, privant le trône de ses moyens financiers. Le royaume de France était suffisamment puissant pour menacer Gênes et lui faire abandonner le protectorat. Par sa mère Jeanne de Bourbon, le roi Charles VI est un cousin issu de germain de Charlotte. Le roi de France était régulièrement sujet à des accès de démence et le roi d'Angleterre en profite pour envahir le royaume et battre la chevalerie française à Azincourt en 1415, plongeant le royaume dans la guerre pour plusieurs décennies, et réduisant à néant les espoirs chypriote. Le protectorat génois n'était pas le seul problème du royaume : en 1426, les Mamelouks débarquent dans l'île, prennent Nicosie et repartent avec de nombreux prisonniers et un important butin. Le roi Janus meurt peu après.
Le mariage est célébré par procuration à Melun le 2 août 1409, puis Charlotte se rend à Chypre. Le mariage définitif est célébré dans la cathédrale Sainte-Sophie de Nicosie, le 25 août 1411. De ce mariage sont nés :
- Jacques (mort avant 1416) ;
- Jean II (1414-1458) ;
- deux jumeaux nés et morts en 1415 ;
- Anne (1419-1462), mariée en 1433 avec Louis Ier duc de Savoie ;
- Marie.

Janus, roi de Chypre
Charlotte de Bourbon